# Scriptores rerum svecicarum medii aevi
Scriptores rerum svecicarum medii aevi (Författare i Sveriges historia under medeltiden) är ett samlingsverk i tre band från 1800-talet av krönikor, kronologier, årsböcker med mera med skrifter från medeltiden och in på 1500-talet. Exempelvis återges här Rimkrönikorna och Olaus Petris krönika.
Första bandet sammanställdes av Eric Fant och trycktes 1818. Andra bandet kom 1828, men därefter dröjde utgivningen av tredje bandet till åren 1871-76. Det innehåller mer kritiska kommentarer än band 1-2. Ett planerad fjärde band utgavs aldrig.
Verket förkortas ofta i källhänvisningar som SRS eller Script. Rer. Suec.

## Digitaliserad version
- Scriptores rerum Svecicarum medii aevi. T. 1. Upsaliæ. Libris 22528950. http://hdl.handle.net/2077/56117
- Scriptores rerum Svecicarum medii aevi. T. 2. Upsaliæ. Libris 1780023. http://hdl.handle.net/2077/56207
- Scriptores rerum Svecicarum medii aevi. T. 3. Upsaliæ. Libris 22666988. http://hdl.handle.net/2077/56338